# Impressions of Phaedra
Impressions of Phaedra è un album colonna sonora ("soundtrack") a nome della The Oliver Nelson Orchestra, pubblicato dalla United Artists Records nel 1963. Il disco fu registrato nel corso del 1962 a New York (Stati Uniti). Si tratta della colonna sonora del film Phaedra diretto dal regista statunitense Julius Jules Dassin e interpretato da Anthony Perkins e Melina Mercouri.

## Tracce
Musiche composte da Mikīs Theodōrakīs tranne il brano Dirge composto da Oliver Nelson
Lato A
1. Phaedra (Love Theme) – 3:40
2. London's Fog – 2:00
3. Dirge – 4:50
4. Phaedra (Tragedy) – 2:20

Lato B
1. The Fling – 2:45
2. Rendezvous – 2:55
3. Too Much Sun – 2:18
4. One More Time – 3:22

## Musicisti
- Oliver Nelson - conduttore musicale, arrangiamenti

Alcuni probabili componenti dell'orchestra:   
- Clark Terry - tromba
- Bernie Glow - tromba
- Doc Severinsen - tromba
- Snooky Young - tromba
- Urbie Green - trombone
- Paul Faulise - trombone
- Britt Woodman - trombone
- Tommy Mitchell - trombone
- Don Butterfield - tuba
- Phil Woods - sassofono alto
- Barry Galbraith - chitarra
- Lloyd G. Mayers - pianoforte
- George Duvivier - contrabbasso
- Ed Shaughnessy - batteria
- Ray Barretto - bongos
- musicisti sezione strumenti ad arco - sconosciuti